# Carlos de Cárdenas Culmell
Carlos Teodor de Cárdenas Culmell (La Habana, 2 de enero de 1904-Miami, Estados Unidos, 24 de septiembre de 1994) fue un deportista cubano que compitió en vela en la clase Star. Fue padre de los también regatistas Jorge y Carlos de Cárdenas Plá.
Participó en tres Juegos Olímpicos de Verano entre los años 1948 y 1956, obteniendo una medalla de plata en Londres 1948 en la clase Star. Ganó tres medallas en el Campeonato Mundial de Star entre los años 1943 y 1955.

## Palmarés internacional
| Juegos Olímpicos   | Juegos Olímpicos                 | Juegos Olímpicos  | Juegos Olímpicos |
| Año                | Lugar                            | Medalla           | Clase            |
| ------------------ | -------------------------------- | ----------------- | ---------------- |
| 1948               | Londres (Reino Unido)            | Medalla de plata  | Star             |
| Campeonato Mundial |                                  |                   |                  |
| Año                | Lugar                            | Medalla           | Clase            |
| 1943               | Great South Bay (Estados Unidos) | Medalla de bronce | Star             |
| 1954               | Cascaes (Portugal)               | Medalla de oro    | Star             |
| 1955               | La Habana (Cuba)                 | Medalla de oro    | Star             |